# Danh sách mua sắm

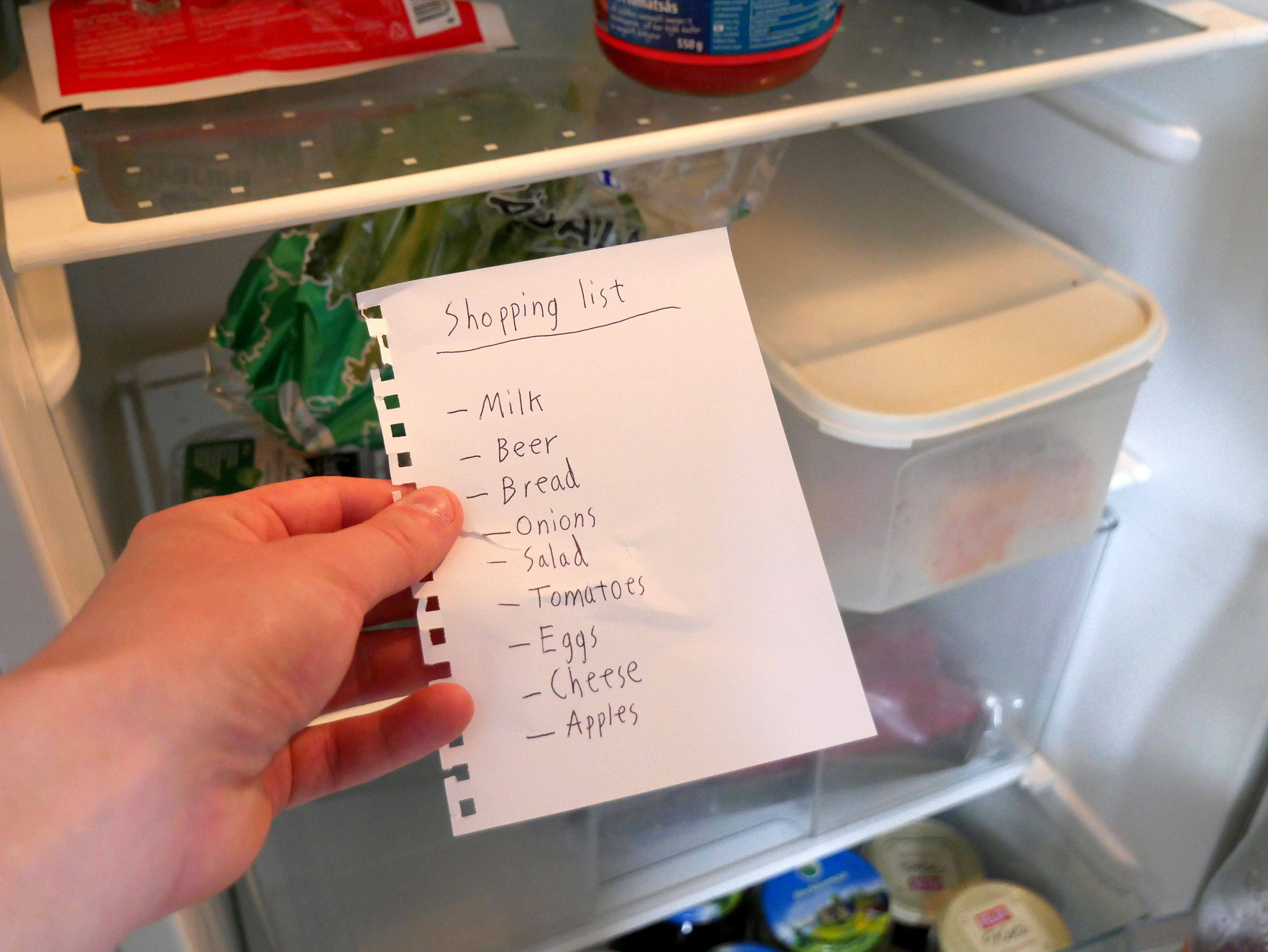
Danh sách mua sắm viết trên giấy.

Danh sách mua sắm là danh sách các mặt hàng cần thiết để mua bởi người mua hàng. Người tiêu dùng thường lập một danh sách mua sắm các cửa hàng tạp hóa để mua trong lần ghé thăm cửa hàng tạp hóa tiếp theo. Danh sách này có thể được tổng hợp ngay trước chuyến đi mua sắm hoặc tăng dần khi nhu cầu mua sắm phát sinh trong suốt cả tuần. Danh sách mua sắm có thể là một mảnh giấy vụn hoặc một cái gì đó phức tạp hơn. Có những miếng đệm với nam châm để giữ một danh sách gia tăng có sẵn ở nhà, thường là trên tủ lạnh. Bất kỳ clip từ tính với mẩu giấy có thể được sử dụng để đạt được kết quả tương tự. Có một thiết bị phân phát một dải giấy từ một cuộn để sử dụng trong danh sách mua sắm. Một số giỏ hàng đi kèm với một bảng tạm nhỏ để phù hợp với danh sách mua sắm trên.
Máy tính gia đình cho phép người tiêu dùng in danh sách tùy chỉnh của riêng họ để các mục được kiểm tra đơn giản thay vì viết ra hoặc họ có thể quản lý danh sách hoàn toàn trên máy tính bằng phần mềm danh sách mua sắm tùy chỉnh. Các thiết bị PDA loại bỏ hoàn toàn sự cần thiết của một danh sách giấy và có thể được sử dụng để hỗ trợ mua sắm so sánh. Phần mềm trực tuyến tồn tại để quản lý danh sách mua sắm từ điện thoại di động cũng như web. Các trang web thương mại điện tử thường cung cấp một danh sách mua sắm trực tuyến cho người mua hàng lặp lại tại trang web.
Danh sách tăng dần thường không có cấu trúc và các mục mới được thêm vào cuối danh sách khi chúng xuất hiện. Nếu danh sách được biên soạn ngay trước khi sử dụng, nó có thể được sắp xếp theo cách bố trí cửa hàng (ví dụ: thực phẩm đông lạnh được nhóm lại với nhau trong danh sách) để giảm thiểu thời gian trong cửa hàng. Danh sách in sẵn có thể được tổ chức tương tự.
Một số nghiên cứu cho thấy khoảng 40% người mua hàng tạp hóa sử dụng danh sách mua sắm, trong khi các nghiên cứu khác cho thấy 61 Danh67% sử dụng danh sách. Trong số các mặt hàng được liệt kê, 80% đã được mua. Tuy nhiên, các mặt hàng được liệt kê chỉ chiếm 40% tổng số mặt hàng đã mua. Sử dụng danh sách mua sắm tác động rõ ràng đến hành vi mua sắm. "Danh sách mua sắm bằng văn bản giảm đáng kể chi tiêu trung bình." 
Việc sử dụng danh sách mua sắm có thể tương quan với các loại tính cách. Có "sự khác biệt về nhân khẩu học giữa những người mua hàng trong danh sách và không có danh sách; người trước có nhiều khả năng là nữ, trong khi người sau có nhiều khả năng là trẻ con."
Mua sắm với một danh sách là một hướng dẫn giảm cân hành vi thường được sử dụng được thiết kế để giảm mua thực phẩm và do đó tiêu thụ thực phẩm. Các nghiên cứu được chia về hiệu quả của kỹ thuật này.
Ghi nhớ một danh sách mua sắm là một thử nghiệm tiêu chuẩn trong tâm lý học.
Danh sách mua sắm đã được biết đến 2000 năm trước Công nguyên ở Mesopotamia cổ đại. Có những ví dụ còn tồn tại của danh sách mua sắm của Roman  và Kinh Thánh .